# 金井正彰
金井 正彰（かない まさあき、昭和43年10月11日 -）は、日本の外交官。

## 人物
東京都出身。1992年3月に慶應義塾大学経済学部経済学科卒業後、外務省入省。北東アジア第二課長、人事課長、北米局参事官、大臣官房国際文化交流審議官、国際法局長等を経て2025年1月からアジア大洋州局長。

## 略歴
- 1992年4月　外務省入省
- 2006年9月　在アメリカ合衆国日本国大使館 一等書記官
- 2009年1月　在アメリカ合衆国日本国大使館 参事官
- 2010年8月　大臣官房人事課 首席事務官
- 2011年8月　大臣官房人事課企画官 兼 大臣官房人事課 首席事務官（2012年7月まで）
- 2013年7月　中東アフリカ局中東第二課企画官
- 2013年8月　中東アフリカ局中東第二課長
- 2015年10月　アジア大洋州局北東アジア課長
- 2018年7月　アジア大洋州局北東アジア第二課長
- 2019年9月　大臣官房人事課長
- 2021年7月　大臣官房参事官兼北米局
- 2022年7月　大臣官房国際文化交流審議官
- 2024年8月　外務省国際法局長
- 2025年1月　外務省アジア大洋州局長

## 不祥事
人事課長として在任中の2021年夏、給与システムの不備により職員への超過勤務手当の一部が未払いになっていた問題を認識していたにもかかわらず直ちに是正措置を取らなかった責任を問われ、戒告の処分を受けた。

## 同期
- 池上正喜（23年大臣官房審議官（欧州局担当））
- 石瀬素行（24年国際情報統括官）
- 片平聡（23年経済局長）
- 北村俊博（23年大臣官房審議官（中東アフリカ局、中東アフリカ局アフリカ部、国際協力局、地球規外模課題担当））
- 熊谷直樹（24年大臣官房審議官（Ｇ７外相会合、貿易大臣会合準備事務局長、総合外交政策局、領事局担当））
- 高田真里（21年在重慶総領事）
- 中村和彦（24年地球規模課題審議官・22年大臣官房審議官）
- 中村仁威（24年軍縮不拡散・科学部長、国際法研究者）
- 中村亮（23年アジア大洋州局南部アジア部長）
- 西永知史（23年大臣官房審議官（総合外交政策局担当））
- 原圭一（23年ジブチ大使）
- 別所健一（23年ミュンヘン総領事）
- 宮下匡之（24年儀典長・24年大臣官房審議官（総括担当）兼大臣官房公文書監理官）